# كارين مولدر
كارين مولدر (بالهولندية: Karen Mulder)‏ هي مغنية وعارضة هولندية، ولدت في 1 يونيو 1970 في فلاردينجن في هولندا.

## وصلات خارجية
- كارين مولدر على موقع IMDb (الإنجليزية)
- كارين مولدر على موقع ميوزك برينز (الإنجليزية)
- كارين مولدر على موقع ديسكوغز (الإنجليزية)
- كارين مولدر على موقع قاعدة بيانات الفيلم (الإنجليزية)
- كارين مولدر على موقع دليل عارضات الأزياء (الإنجليزية)